# Jesús Blancornelas
Jesús Blancornelas (San Luis Potosí, México, 13 de noviembre de 1936 - Tijuana, México, 23 de noviembre de 2006) fue un periodista mexicano, fundador del periódico ABC de Tijuana y el semanario Zeta. Autor de muchos artículos periodísticos en donde informaba de actividades desviadas de los políticos de la época, aunque posteriormente la información se basó en la aparición y crecimiento de los cárteles de la droga en la frontera norte con los Estados Unidos, en donde se habían coludido políticos del gobierno mexicano.

## Biografía
Inició su carrera periodística en la sección deportiva de El Sol de San Luis Potosí en 1955. En 1960 emigró a Tijuana para trabajar de reportero en el periódico El Mexicano, en donde llegó a ser Jefe de Redacción. De 1964 a 1970 llegó a ser subdirector de La Voz de la Frontera y de 1973 a 1976 trabajó en El Imparcial de Sonora. De estos medios fue despedido por su actitud crítica, por lo que decidió emprender el periódico ABC de Tijuana. Por presiones políticas muy fuertes tanto del gobierno estatal como federal, Blancornelas cerró el periódico en 1980. Con Héctor “El Gato” Félix Miranda fundó el semanario Zeta. Este se imprimió en Estados Unidos, debido a que una de las formas de represión gubernamental a los medios de comunicación, fue restringir la venta de papel periódico producido por la paraestatal papelera Pipsa.
En 1988 fue asesinado Héctor “El Gato” Félix Miranda, subdirector del medio, por sicarios incluido el presunto jefe de escoltas de Jorge Hank Rhon, exalcalde de Tijuana, dueño del equipo de fútbol Xoloitzcuintles de Tijuana, de la Primera División Mexicana de Fútbol hoy Liga MX.

## Atentado de 1997
El 27 de noviembre de 1997 fue víctima de un atentado en el que recibió cuatro disparos, presuntamente por el crimen organizado. En aquel falleció su chofer, quien a la vez era su guardaespaldas. Desde entonces, por instrucciones del entonces presidente Ernesto Zedillo, recibió una guardia permanente de 11 elementos del Ejército Mexicano, concretamente del Grupo Aeromóvil de Fuerzas Especiales.

## Libros
- Biebrich, crónica de una infamia, 1978
- Pasaste a mi lado, 1997
- Una vez nada mas: crónica de un país y sus personajes, 1997
- Conversaciones privadas, 2001
- El cártel: los Arellano Félix, la mafia mas poderosa en la historia de América Latina, 2002
- Horas extra: los nuevos tiempos del narcotráfico, 2003
- En estado de alerta: periodistas y gobierno frente al narcotráfico, 2005

como coautor
- El tiempo pasa: de Lomas Taurinas a Los Pinos, 1997

## Fallecimiento
El periodista Jesús Blancornelas falleció en un hospital de la ciudad de Tijuana, Estado de Baja California, el 23 de noviembre de 2006, por complicaciones médicas tras padecer cáncer de estómago.

## Premios y distinciones
- Premio a la Libertad de Prensa Internacional del Comité de Protección a Periodistas (1996).
- Premio Maria Moors Cabot (1998).
- Premio Mundial de la Libertad de Prensa Unesco - Guillermo Cano (1999).
- Premio Nacional de Periodismo de México por artículo de fondo  (2001). Sin embargo, donó el dinero del premio que ganó para que se iniciara la entrega por parte del Consejo Ciudadano del Premio Nacional de Periodismo A.C.[2]
- Ciudadano Distinguido por el Congreso del Estado de Baja California